# 2618-as mellékút (Magyarország)
A 2618-as számú mellékút egy öt kilométeresnél valamivel rövidebb, négy számjegyű mellékút (országos közút) Borsod-Abaúj-Zemplén vármegyében.

## Nyomvonala
A 26-os főútból ágazik ki, annak a 9+300-as kilométerszelvénye közelében, Sajóecseg területén, északkelet felé; ugyanott indul az ellenkező irányban a Sajóbábonyra vezető 25 138-as út. Mintegy 800 méter megtétele után keresztezi a Miskolc–Bánréve–Ózd-vasútvonal és a Miskolc–Tornanádaska-vasútvonal közös szakaszát, nem messze Sajóecseg vasútállomástól, ahol azok kettéágaznak egymástól. A 2+450-es kilométerszelvénye közelében áthalad a Sajó felett; hídja gyakorlatilag párhuzamos a tornanádaskai vasút hídjával, majd a keleti hídfőt elhagyva keresztezi is a vonal vágányait. Három kilométer megtétele után ér át Boldva területére. Ott ér véget, a kisváros központjában, becsatlakozva a 2617-es útba, annak 10+900-as kilométerszelvényénél.
Teljes hossza az országos közutak térképes nyilvántartását szolgáló kira.gov.hu adatbázisa szerint 4,754 kilométer.